# Wrong Turn 2: Dead End
Wrong Turn 2 is een horrorfilm uit 2007 onder regie van Joe Lynch. De productie is een vervolg op Wrong Turn (2003) en kwam direct op DVD uit. Dit tweede deel werd op haar beurt in 2009 opgevolgd door Wrong Turn 3: Left for Dead.

## Verhaal
Dale Murphy (Henry Rollins) is de maker van de reality-show "The Ultimate Survivalist" (De Ultieme Overlever), waarin zes kandidaten gedurende vijf dagen op een onbekende bestemming worden achtergelaten. De winnaar krijgt $100.000,- Nina (Erica Leerhsen, Jake (Texas Battle), Amber (Daniella Alonso), Jonesy (Steve Braun) en Elena (Crystal Lowe) lijken de klus met zijn vijven te moeten gaan klaren, wanneer de zesde deelneemster Kimberly (Kimberly Caldwell) niet op komt dagen. De kijker weet dan al dat zij met een bijl in tweeën is gekliefd in het bos. Om toch met zes te kunnen beginnen, laat mede-producent Mara (Aleksa Palladino) zich door haar vriend en producent Michael (Matthew Currie Holmes) overhalen het deelnemersveld aan te vullen.
Het zestal gaat in duo's het bos in, maar weet niet dat daar een familie woont. Door generaties van inteelt en consumptie van voedsel en drank verontreinigd met chemische stoffen van de gesloten papierfabriek, is dit hele gezin krankzinnig en flink misvormd. Omdat er door de chemische verontreiniging geen dieren meer in het bos leven, eten ze bovendien mensenvlees. Wanneer ze merken dat er een groep mensen in het bos is, gaan ze op pad om hun voedselvoorraad aan te vullen.

## Rolverdeling
| Acteur                | Personage       |
| --------------------- | --------------- |
| Henry Rollins         | Dale Murphy     |
| Erica Leerhsen        | Nina Pappas     |
| Texas Battle          | Jake Washington |
| Crystal Lowe          | Elena           |
| Daniella Alonso       | Amber           |
| Aleksa Palladino      | Mara Stone      |
| Steve Braun           | Jonesy Lewis    |
| Matthew Currie Holmes | "M"             |
| Kimberly Caldwell     | Kimberly        |
| Wayne Robson          | Oude man        |
| Ken Kirzinger         | Pa              |
| Jeff Scrutton         | Three Finger    |
| Ashlea Earl           | Ma              |
| Clint Carleton        | Broer           |
| Rorelee Tio           | Zus             |